# André Claveau

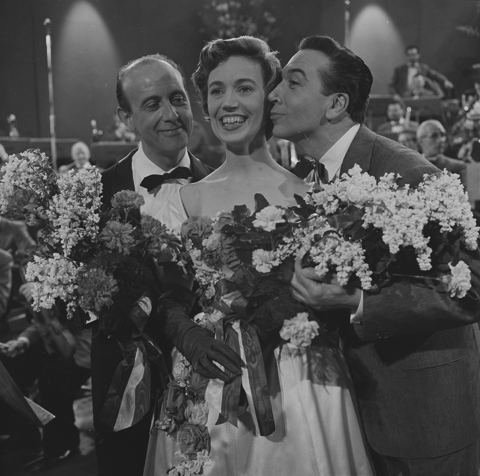
André Claveau la Eurovision 1958

André Claveau (n. 29 decembrie 1911, Paris, Franța – d. 4 iulie 2003, Agen, Aquitaine, Franța), a fost un actor și cântăreț francez care a câștigat concursul muzical Eurovision 1958 cu piesa Dors, mon amour (Dormi, iubirea mea).

## Filmografie selectivă
- 1955 French Cancan, regia Jean Renoir